# Raze (Frankrijk)
Raze is een gemeente in het Franse departement Haute-Saône (regio Bourgogne-Franche-Comté) en telt 340 inwoners (2011). De plaats maakt deel uit van het arrondissement Vesoul.

## Geografie
De oppervlakte van Raze bedraagt 10,0 km², de bevolkingsdichtheid is 34 inwoners per km² (318 inwoners).
De onderstaande kaart toont de ligging van Raze (Frankrijk) met de belangrijkste infrastructuur en aangrenzende gemeenten.

## Demografie
Onderstaande figuur toont het verloop van het inwonertal (bron: INSEE-tellingen).